# 王家坎站
王家坎站是位于陕西省汉中市铺镇的一个铁路车站，邮政编码723007。车站建于1977年，有阳安铁路经过该站，现仅办理货运，不办理客运业务，车站及其上下行区间均为电气化区段。车站距离阳平关站126公里，隶属西安铁路局，是四等站。